# 大正東出入口
大正東出入口（たいしょうひがしでいりぐち）は、大阪府大阪市大正区の阪神高速道路17号西大阪線の出入口。15号堺線方面のみ接続するハーフICである。

## 道路
- 阪神高速17号西大阪線 (17-02)

## 接続する道路
- 国道43号
- 大正通

## 周辺
- 木津川
- 大正区役所
- 千島公園

## 隣
阪神高速17号西大阪線
南開JCT - (17-01) 北津守出入口 - (17-02) 大正東出入口 - (17-03) 大正西出入口 - (17-04) 弁天町出入口

## 備考
- 隣の北津守出入口とは数百メートルしか距離がなく、どちらも隣接する国道43号の木津川大橋と接続している。また、北津守出入口は安治川出入口方面のみの接続であるため、ひっくるめて1つのインターチェンジのような形をしている。